# 格盧茲季
51°28′35″N 31°37′14″E / 51.47639°N 31.62056°E
赫盧茲代（烏克蘭語：Глузди），是烏克蘭北部的村莊，隸屬切爾尼希夫州的切爾尼希夫區。該村面積0.27平方公里，海拔高度112米，2001年人口81，人口密度每平方公里300人。